# Soom-Schiefer
Der Soom-Schiefer, in der Fachliteratur häufig auch Soom Shale genannt, ist eine der wenigen Konservatlagerstätten des Ordoviziums. Die Lagerstätte findet sich in der Westkap-Provinz von Südafrika. Die Lagerstätte ist einzigartig, da sie sich auf 32° südlicher Breite befindet, aber in einer kühlen, glazial geprägten, marinen Umgebung entstand. 1967 wurden hier Brachiopoden und Trilobiten bekannt, die die erste unterpaläozoische Fauna waren, die aus Südafrika beschrieben wurde. Berühmt ist der Soom-Schiefer jedoch für seine außergewöhnliche Erhaltung von Conodonten.

## Entdeckungsgeschichte
In der Landschaft der westlichen Kapregion, die überwiegend aus Sandsteinhängen und -plateaus besteht, fiel die Schicht des Soom-Schiefers schon länger auf. Allerdings ging man davon aus, dass die Schicht ähnlich fossilarm wie diese Sandsteine waren. Spurenfossilien entdeckte man erstmals 1958. 1983 fand man hier auch Conodonten mit weichem Gewebe. Diese Fossilien kannte man überwiegend aus kleinen, phosphatischen Zahnreihen. Da man bei dem Conodonten Promissum pulchrum auch knorpelgestütze Augen nachweisen konnte, wurde damit geklärt, dass diese Gruppe zu den frühen Fischen gehörte. 1995 fand man hier sogar Conodonten mit Muskelgewebe. Zu den bemerkenswerten Funden aus dem Soom-Schiefer gehören auch Einzelheiten der Muskulatur und der Eingeweide des Eurypteriden Onychopterella.

## Merkmale des Soom-Schiefers
Der Soom-Schiefer erreicht eine maximale Dicke von 10 Metern und ist fein von gelbbraun bis hell- und dunkelgrau gebändert. Darüber liegt eine bis zu 130 Meter mächtige Disa-Siltstone-Subformation. Gemeinsam bilden sie die Cedarberg-Formation. Die Hauptfundstelle liegt in der Nähe der Keurbos-Farm, etwa 13 Kilometer südlich von Clanwilliam.
Im Soom-Schiefer finden sich keine Spurenfossilien. Vermutlich konnten die Tiere im Sediment und direkt auf dem Meeresboden nicht existieren. Aus der Form der Fossilienfunde hat man geschlossen, dass das Wasser kalt, flach oder wenigstens nicht allzu tief war und keine nennenswerte Strömung aufwies. Die Bodenwässer waren vermutlich anoxisch, d. h., sie wiesen keinen Sauerstoff auf oder waren in irgendeiner Form giftig. In der Wassersäule darüber gab es jedoch viele schwimmende Lebewesen. Neben den Euryptiden, Conodonten waren die dort zu findenden Cephalopoden (Kopffüßer) vermutlich Aasfresser und/oder Räuber. Zu den Filtrierern zählten die Brachiopoden und Cornulitiden.

## Belege

### Einzelbelege
1. 1 2 3   Selden et al., S. 29
2. ↑   Selden et al., S. 34
3. ↑   Selden et al., S. 31
4. ↑   Selden et al., S. 36